# Dasybasis froggatti
Dasybasis froggatti är en tvåvingeart som först beskrevs av Ricardo 1915.  Dasybasis froggatti ingår i släktet Dasybasis och familjen bromsar. Inga underarter finns listade i Catalogue of Life.